# Marika Gedin
Marika Gedin, född 4 maj 1956, är en svensk översättare från spanska till svenska. Gedin har översatt verk av bland andra Núria Amat, Wendy Guerra och Federico García Lorca och tilldelades år 2015 Svenska Akademiens översättarpris.